# Sofijsko-plovdivska biskupija
Sofijsko-plovdivska biskupija (lat. Dioecesis Sophiae et Philippopolis , bug. Епархия София и Пловдив) katolička je biskupija zapadnoga obreda i jedna od dvije biskupije u Katoličke Crkve u Bugarskoj. Zauzima sjeverno područje Bugarske, oko glavnog grada Sofije i biskupskog grada Plovdiva. Nalazi se pod izravnom upravom Svete Stolice u Rimu.
Biskupska prvostolnica je Katedrala sv. Luja u Plovdivu, a konkatedrala posvećena svetom Josipu u Sofiji. Tijekom svog pastoralnog posjeta Bugarskoj 2002., papa Ivan Pavao II. molio se u biskupskoj prvostolnici, dok je za konkatedralu sv. Josipa blagoslovio kamen temeljac.